# Сибу
Сибу е град в щата Саравак, Малайзия. Населението му е 257 800 жители (2010 г.) Площта му е 8,278 кв. км. Намира се на 1 м н.в. в часова зона UTC+8. Пощенският му код е 96ххх, а телефонния +6084. Средната годишна температура е около 27,5 градуса.

## Побратимени градове
- Мири (Малайзия)
- Сидни (Австралия)
- Фуджоу (Китай)